# 龚诗嘉
龔詩嘉（英語：Kaira Gong，1981年7月25日—），新加坡女歌手，出生于新加坡，籍貫中國大陸上海。2007年12月25日與華研國際音樂合約結束。

## 出道經歷
透過經紀人吳慶隆的介紹，還未出片時，龔詩嘉就與知名歌手，同時也身兼製作人的陶喆見面，聊天，一起討論歌曲的概念、走向等等。
令龔詩嘉驚訝的是，陶喆雖然已經是華人音樂圈第一把交椅的製作人，但他絲毫不擺架子，也不因龔詩嘉只是一個新人就草率了事，從一開始便積極主動約龔詩嘉見面，陶喆認為一定要先認識、了解將要詮釋這首歌的歌手是誰，才能精準地捕捉到歌曲要傳達的感覺。
龔詩嘉表示：一開始見到陶喆時她很緊張，但是陶喆不斷的讓她感到輕鬆、自然，陶喆拿著一把吉他，隨性地哼哼唱唱，很free、很真，自然而然地也讓龔詩嘉感受到這樣的氣氛、卸下原來的陌生、僵硬，打開心防與陶喆分享自己對音樂的看法，於是才有了專輯中「遠遠在一起」這首歌的誕生。另外最讓大家印象深刻的當然就是在首支MV「再一次擁有」中，同門師姐S.H.E.的Ella跨刀協助拍攝。龔詩嘉表示，由於自己絲毫沒有戲劇經驗，因此得知MV中必須有戲劇演出時十分緊張，在拍攝現場時，也幸虧有Ella的鼓勵，以及不斷傳授她拍攝音樂錄影帶的一些小技巧，才使得她漸漸適應這樣的方式。

## 作品

### 专辑
| 專輯         | 發行時間      | 發行公司     | 曲目 |
| ------------ | ------------- | ------------ | --- |
| 《好．詩嘉》 | 2005年11月4日 | 華研國際音樂 | 曲目 1. 再一次擁有 2. 想不想自由 3. 遠遠在一起 4. 歷險記 5. 十字路口 6. 白鴿 7. 如果你真愛我 8. 一天天 9. 起初只是朋友 10. 思念 |

### 其他
- 2005年《真命天女原聲帶》

收錄「再一次擁有」
- 2006年《東方茱麗葉原聲帶》

收錄「放不下」
- 2006年《白色巨塔原聲帶》

收錄「你要離開一些時候」

## 外部連結
- und聯合追星網-明星-龔詩嘉專區 （页面存档备份，存于）
- 龔詩嘉KWONG SHIJIA